# Joseph Incandela
Joseph "Joe" Incandela és un físic de partícules americà, professor de física a la University of California, Santa Barbara, basat durant 10 anys al CERN on ha estat portaveu de l'experiment Compact Muon Solenoid al Large Hadron Collider. L'11 de desembre de 2012, va rebre el Fundamental Physics Prize 2012.
Incandela es va doctorar en física a la Universitat de Chicago el 1986. Va treballar a l'experiment UA2 al CERN estudiant els bosons W i Z recentment descoberts, i cercant bosons de Higgs carregats. Va tornar als Estats-Units el 1991 per treballar al laboratori FNAL on va dirigir la construcció i disseny de detectors de silici i co-liderà la recerca de quarks top utilitzant l'etiquetatge de jets de quarks fons, un canal de desintegració important per a la descoberta del quark top el 1995. Des del 1997 ha estat implicat amb el Large Hadron Collider al CERN, primer dirigint la construcció d'una bona part del sistema de traces de l'experiment Compact Muon Solenoid (CMS). El 2011 fou escollit portaveu de l'experiment CMS.
El 4 de juliol de 2012, Incandela va anunciar la descoberta del bosó de Higgs. Des de 2015 és membre de l'Acadèmia Nacional de Ciències dels Estats-Units.